# Make America Great Again

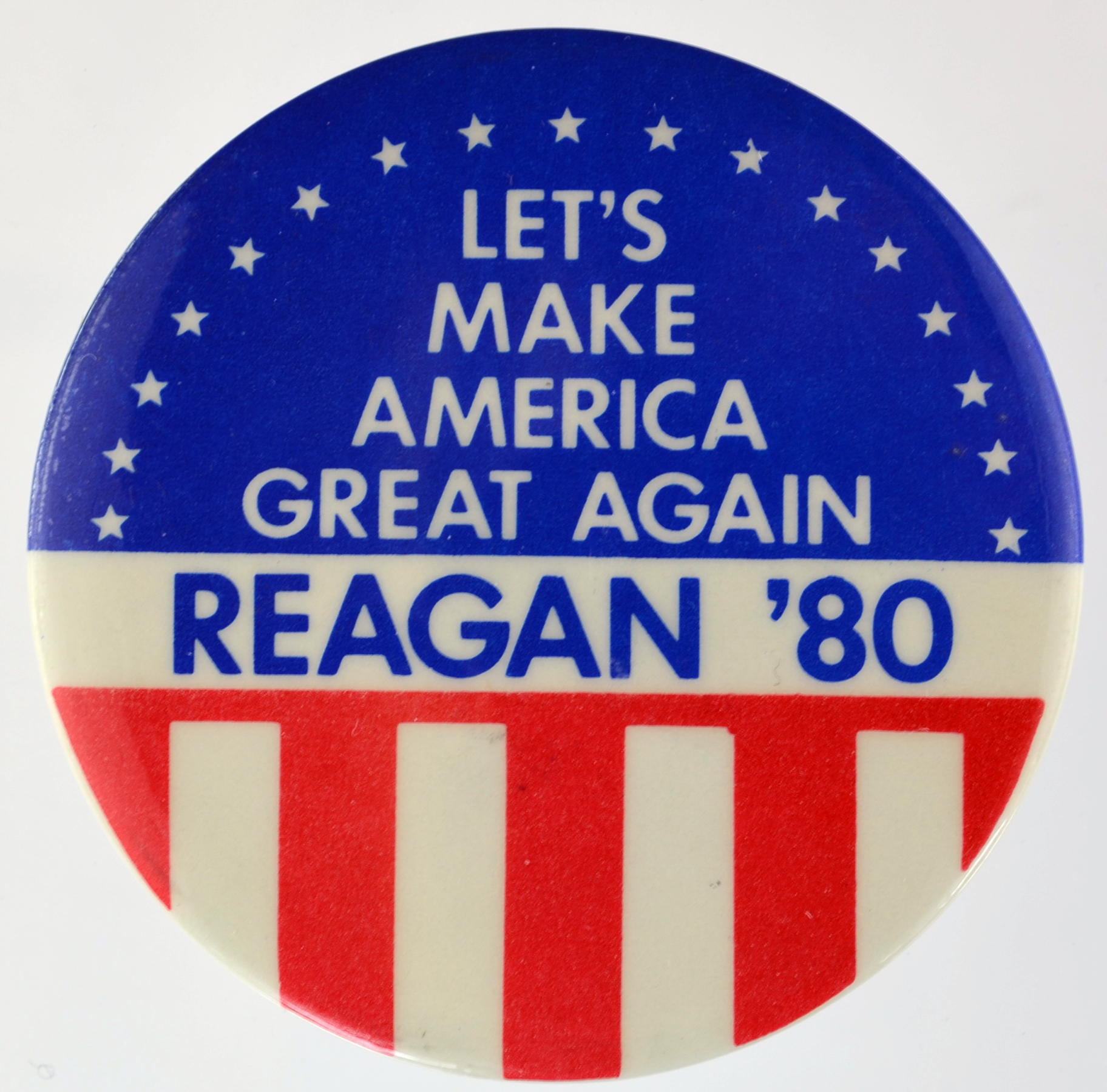
Placka z Reaganovy prezidentské kampaně v roce 1980

Slogan použitý během prezidentské kampaně Donalda Trump v roce 2016

„Make America Great Again“ (MAGA) neboli „Udělejme Ameriku znovu skvělou“ je slogan kampaně používaný americkými politiky. Poprvé jej použil Ronald Reagan během své prezidentské kampaně v roce 1980.
Termín byl vytvořen v roce 1979, v době, kdy Spojené státy trpěly zhoršující se ekonomikou poznamenanou vysokou nezaměstnaností a inflací.
Po Reaganovi slogan používala řada politiků. Donald Trump slogan označil ochrannou známkou a použil jej ve své vlastní prezidentské kampani. Díky tomu se ze sloganu stal popkulturní fenomén, který v různých obdobách používali Trumpovi příznivci i odpůrci. Trump ho zahrnul také do názvu svého politického akčního výboru Make America Great Again Inc., který financoval jeho kampaně.

## Historie
Před Trumpem slogan v roce 1980 používal v obdobě „Let's make America great again“ ve své kampani Ronald Reagan. Slogan v té době významově sliboval zlepšení americké ekonomiky, která byla ve stagflaci, a měl ve voličích vzbudit patriotismus. V roce 1992 frázi používal ve svých projevech během prezidentské kampaně Bill Clinton.
Donald Trump frázi použil poprvé v prosinci 2011, kdy vydal prohlášení, že v budoucnu nevylučuje kandidaturu na prezidenta, jelikož je potřeba „udělat Ameriku opět skvělou“. Současně vydal knihu s obdobným podtitulem Time to Get Tough: Making America #1 Again. V roce 2015 vyšla reedice knihy, kde se podtitul již změnil na Time to Get Tough: Make America Great Again! Formálně začal Trump slogan používat v listopadu 2012, krátce poté, co byly vyhlášeny výsledky voleb, ve kterých Barack Obama porazil Mitta Romneyho. V téže době podal žádost na ochrannou známku na slogan pro politické účely. Trump uváděl, že až do roku 2015 netušil o dřívějším využití sloganu Reaganem. V roce 2015 moderátor Bobby Bones si nechal na slogan registrovat ochrannou známku pro komerční účely. Krátce poté ji odprodal Trumpovi.
Trump slogan používal nejen ve své první volební kampani v roce 2016, ale také v roce 2020. Opakované použití sloganu „Udělejme Ameriku znovu skvělou“, i po funkčním období Trumpa, bylo kritiky zesměšňováno. Trump později uvedl, že se i proto zvažovala úprava sloganu na „Keep America Great“. Po volební porážce hrozil Republikánské straně, že založí třetí stranu s názvem Make America Great Again Party, pokud ho nebudou nadále podporovat. Slogan provázel Trumpa i během jeho další volební kampaně v roce 2024. V roce 2023 nazval své podporovatele „Magadonians“.

## Význam a souvislosti
Podle Trumpa motto „Make America Great Again“ odkazuje na tzv. pozlacený věk USA, tedy na období od 70. let 19. století do první světové války. Šlo o dobu industrializace, železnice a urbanizace.

### Kšiltovka MAGA

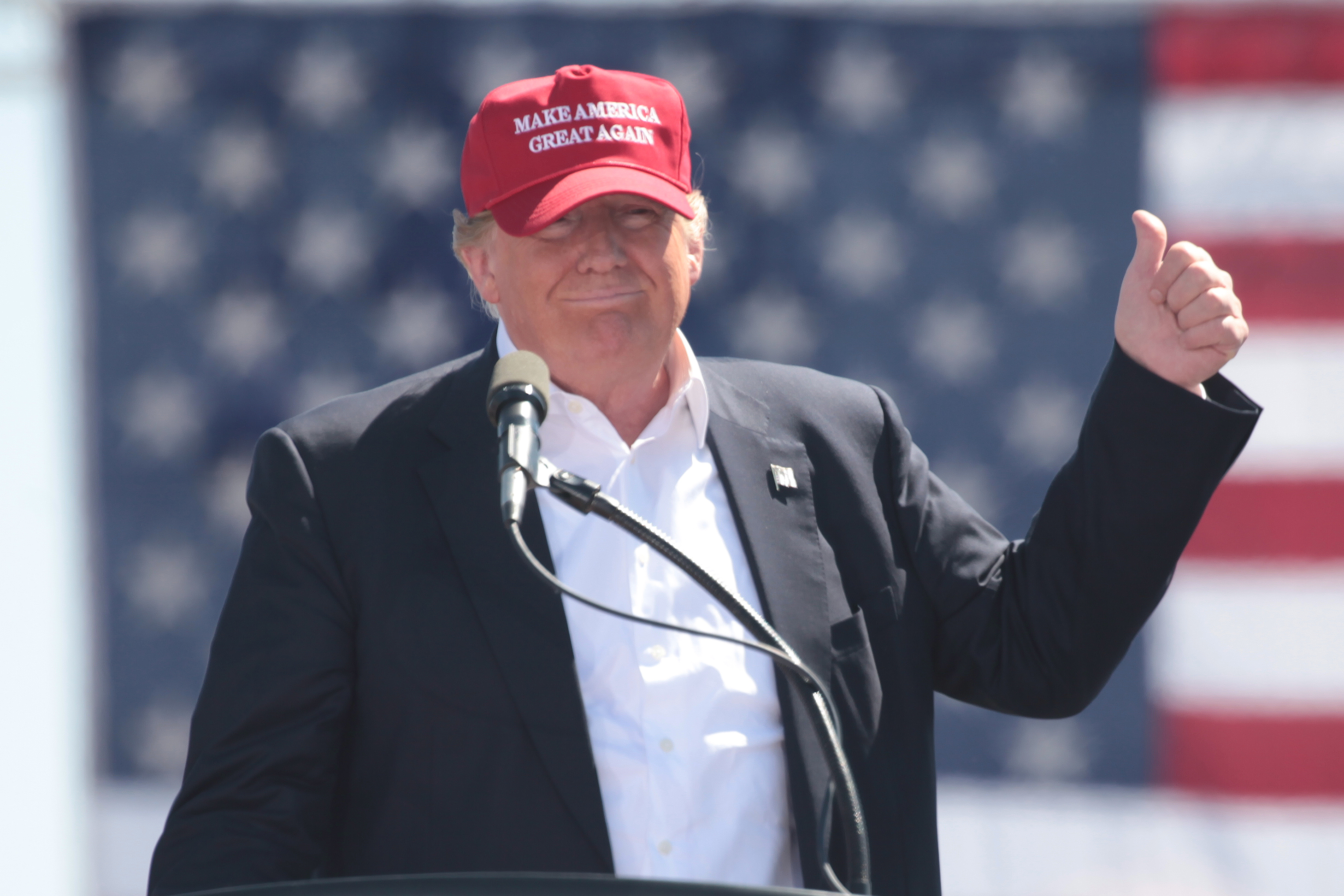
Donald Trump s kšiltovkou MAGA během prezidentské kampaně v roce 2016

Během své kampaně v roce 2016 představil propagační červenou kšiltovku s bílým sloganem „Make America Great Again“. V kšiltovce vystupoval na různých předvolebních setkáních a stala se symbolem jeho kampaně, kterou nosili jeho příznivci. Originálních čepic se prodaly miliony kusů, přičemž sám Trump odhadoval, že počet prodaných padělků mohl být i desetinásobný. V jeden moment kampaně bylo nejvíce nákladů spojených právě s výrobou kšiltovek.

### Sociální sítě
Na sociálních sítích Trump a jeho kampaň používali hashtagy #makeamericagreatagain a #maga. Podle RiteTag analýzy z roku 2018 odhadované hodinové statistiky pro #maga pouze na Twitteru zahrnovaly: 1 304 unikátních tweetů, 5 820 000 výskytů hashtagů a 3 424 retweetů, přičemž 14 % tweetů #maga zahrnuje obrázky, 55 % odkazy a 51 % tvoří zmínky.

### Obvinění z rasismu
Některými kritiky je slogan „Make America Great Again“ považován za frázi se skrytými významy. Podle Hlasu Ameriky slogan „neoslovuje jen lidi, kteří ho chápou jako rasistický kódovaný jazyk, ale také ty, kteří pociťují ztrátu postavení, protože jiné skupiny získaly větší vliv.“ Podle akademičky Sarah Churchwell slogan funguje obdobně jako izolacionistická organizace America First Committee, která měla vliv ve 40. letech 20. století. Obě hnutí mají podporovat myšlenku „že skutečná verze Ameriky je Amerika, která vypadá jako já, americká fantazie, kterou si představuji, existovala předtím, než byla zředěna jinými rasami a jinými národy.“
Novinářka Robin Abcarian ve svém sloupku pro Los Angeles Times napsala, že „[nošení] kšiltovky ‚Udělejme Ameriku znovu skvělou‘ není nutně zjevným projevem rasismu. Pokud ji ale nosíte, je to docela dobrá známka toho, že sdílíte, obdivujete nebo oceňujete rasistické názory prezidenta Trumpa na Mexičany, muslimy a hraniční zeď.“ Deníky Detroit Free Press a Los Angeles Times uvedly, že několik jejich čtenářů odmítlo tuto charakteristiku a nevěřilo, že slogan nebo čepice MAGA jsou důkazem rasismu, protože je vidí spíše ve vlasteneckých nebo amerických nacionalistických kontextech.
Studie z roku 2018, která používala dolování z textu a sémantickou síťovou analýzu textových a hashtagových sítí Twitteru, zjistila, že hashtagy „#MakeAmericaGreatAgain“ a „#MAGA“ běžně používali uživatelé podporující nadřazenost bílé rasy a bílý nacionalismus a byly používány jako „organizující diskurzivní prostor“ pro krajně pravicové extremisty po celém světě.

### Obměny
V roce 2024 byl pro budoucího ministra zdravotnictví v Trumpově administrativě, Roberta F. Kennedyho Jr., vytvořen slogan „Make America Healthy Again“ („Udělejme Ameriku znovu zdravou“).
Poté, co kalifornský guvernér Gavin Newsom kritizoval Trumpovu vládu, Trump začal na sociálních sítích používat slogan „Make California Great Again“ („Udělejme Kalifornii znovu skvělou“).
Trumpovi odpůrci začali pro jeho příznivce používat posměšné označení „magat“ či „magats“, což je homofon pro anglické slovo „maggot“, které v češtině znamená „červ“.
Pornoherečka Stormy Daniels, se kterou měl mít Trump poměr, se podílela na americkém stripklubovém turné s názvem „Make America Horny Again“ („Udělejme Ameriku znovu nadrženou“).
Televizní bavič John Oliver ve svém pořadu Co týden dal a vzal slogan zkomolil na „Make Donald Drumpf Again“ („Udělejme Donalda znovu Drumpfem“), čímž odkazoval na původní tvar příjmení Trumpovy rodiny.
Členové klimatického hnutí Fridays for Future používali obdobu sloganu „Make Earth Greta Again“ („Udělejme Zemi znovu Gretou“), čímž odkazovali na aktivistku Gretu Thunberg.
V roce 2022 se na Twitteru šířil slogan „MAGA Communism“ („MAGA komunismus“), který propagoval lokální komunistický politik Jackson Hinkle. Ten vyzýval podporovatele americké dělnické třídy ke spolupráci s hnutím MAGA.
Objevovalo se také pejorativní označení „Blue MAGA“ („modrá MAGA“). To popisovalo některé příznivce prezidentů Demokratické strany, kteří měli zastávat obdobné konzervativní ekonomické a kulturní názory jako příznivci Trumpa.
Rasistické skupiny podporovatelů Trumpa používali slogan „Make America White Again“ („Udělejme Ameriku znovu bílou“).